# Vogelwerkgroep Amsterdam
Vogelwerkgroep Amsterdam is een Nederlandse vereniging op het gebied van vogels. De vogelwerkgroep is actief in de natuurgebieden in Amsterdam en omgeving, zoals Waterland, het Ilperveld, Marken, Botshol en Uithoorn. De vogelwerkgroep verzamelt en deelt gegevens over vogels en is het actief op het gebied van vogelbescherming. De werkgroep geeft haar eigen Vogelatlas van Amsterdam uit.
Vogelwerkgroep Amsterdam heeft haar eigen tijdschrift, De Gierzwaluw.

## Werkgebied
De grenzen van het werkgebied van Vogelwerkgroep Amsterdam werd in 1994 bepaald door het Noordzeekanaal, (ter hoogte van de ten Zuiden van het kanaal liggende Machineweg) tot aan de Coentunnel, langs de AIO om Amsterdam-Noord, via Landsmeer en Ilpendam, langs de Purmerringvaart naar Monnickendam en daarna over de weg naar Marken. De oostelijke grens loopt van Marken over het IJsselmeer naar Muiden; en van de Vecht tot aan de provinciegrens van Noord-Holland. De zuidelijke grens loopt langs de provinciegrens, met een uitstulping voor Botshol; en vanaf de kruising S21-provinciegrens, via de weg tot aan Hoofddorp. De westelijke grens loopt van Hoofddorp naar Lijnden en dan langs de ringvaart naar Halfweg, langs de Machineweg weer tot aan het Noordzeekanaal.

## Activiteiten
- Eén-op-één-excursies: Bij één-op-één-excursies gaan een beginnende en een gevorderde vogelaar samen op pad. [3]